# Sergei Lawrenenko
Sergei Lawrenenko (* 15. Mai 1972 in Saran) ist ein ehemaliger kasachischer Radrennfahrer, der auf Bahn und Straße aktiv war. 

## Sportliche Karriere
Lawrenenko gewann unter anderem die Bahn-Radweltmeisterschaft 1995 die Bronzemedaille Punktefahren. 2003 fuhr er für das Giant Asia Racing Team und wurde kasachischer Vizemeister im Zeitfahren. In seiner Laufbahn nahm er als Vertreter für Kasachstan an den Olympischen Spielen 1996 und 2000 teil. Ebenfalls gewann er als ehemaliger professioneller Radfahrer zweimal die Weltmeisterschaft und zweimal den Weltcup im Bahnfahren. 
Er ist mehrfacher Sieger und Preisträger der Meisterschaften der UdSSR und Kasachstan auf Straße und Bahn. 

## Erfolge (Auswahl)

### Erfolge im Bahnfahren
- Sieger des UdSSR Pokals 1991
- Meister der Spartakiade der Völker der UdSSR 1991
- Sieger und Preisträger der Asienspiele 1994 1998 in Japan, Hiroshima und Bangkok
- Bronzemedaille der Weltmeisterschaft 1995 in Kolumbien
- Asienmeister 1997 in Iran, Teheran
- Sieger der Asienspiele 1998 in Thailand, Bangkok
- Sieger Weltmeisterschaft (Gruppe: B) 2003 in der Schweiz, Aigle
- Teilnahme an den Olympischen Spielen in Atlanta 1996 (10. Platz) und Sydney 2000 (18. Platz)

### Erfolge auf der Straße
- Asienmeister 1993 in Malaysia
- Sieger der Asienspiele 1994 in Japan, Hiroshima
- 1991: UdSSR-Pokal
- 1991: Sieger Gruppenrennen Spartakiade der Völker der UdSSR
- 1993: Asienmeisterschaft in Malaysia, Mannschaftszeitfahren 100 km
- 1994: Asienspiele in Japan, 1. Platz Mannschaftszeitfahren 100 km
- 1997: Asienmeisterschaft im Iran, 1. Platz Punktefahren und 1. Platz Mannschaftszeitfahren 4 km
- 1998: Asienspiele in Bangkok, 1. Platz Punktefahren
- 1999: Asienmeisterschaft in Japan, 2. Platz Punktefahren
- 2003: Weltmeisterschaft in der Schweiz, Weltmeister auf der Bahn, Punktefahren